# Exulomarmosa
Exulomarmosa és un subgènere de didèlfids del gènere Marmosa. La majoria de les sis espècies que agrupa viuen a l'oest dels Andes, però la marmosa de Robinson (Marmosa (Exulomarmosa) robinsoni) també es troba al nord de Veneçuela i en diverses illes del Carib. Els mascles adults tenen una glàndula gutural ben desenvolupada. Les urpes de les potes anteriors són petites.
El nom científic Exulomarmosa significa ‘marmosa exiliada’ en llatí i es refereix al fet que gairebé totes les espècies d'aquest grup viuen a l'oest dels Andes, aïllades de la gran majoria dels altres representants del gènere Marmosa, que es troben a l'est de la serralada.